# (4661) Yebes
(4661) Yebes (1982 WM) – planetoida z grupy pasa głównego asteroid okrążająca Słońce w ciągu 3 lat i 292 dni w średniej odległości 2,43 j.a. Została odkryta 17 listopada 1982 roku.